# Listă de puncte Internet Exchange

## America de Nord
- Canada
  - BC Internet Exchange (BCIX)
  - Ottawa Internet Exchange (Ottix)
  - Quebec Internet Exchange (QIX)
  - Toronto Internet Exchange (TorIX)
- Puerto Rico
  - Internet Exchange of Puerto Rico (IX.PR)
- Statele Unite ale Americii
  - AADS - AT&T NAP Chicago
  - Any2 (Any2 Exchange), Los Angeles, One Wilshire Building
  - TIE - Telx Internet Exchange
    - Atlanta
    - Phoenix

  - Big APE - Big Apple Peering Exchange New York City
  - Boston MXP
  - ChIX - Chicago Internet eXchange
  - Equinix
  - HIX - Hawaii Internet eXchange
  - LAIIX
  - MAE-Central
  - MAE-East
  - MAE-West
  - Northern Lights Local Exchange Point (NLLXP) - Minneapolis, Minnesota
  - NAP of the Americas (NOTA) - Terremark - Miami
  - NWAX - Portland
  - NYIIX
  - SFMIX - San Francisco
  - SIX - Seattle
  - Switch and Data's Peering And Internet eXchanges (PAIX)
    - Atlanta
    - Dallas
    - Miami
    - New York City
    - Palo Alto, California
    - Philadelphia
    - San Jose
    - Seattle
    - Vienna, Virginia

  - Voice Peering Fabric - distributed IXP for the exchange of VoIP traffic

## America de Sud
- Argentina
  - CABASE
- Brazilia
  - PTT Metro
    - Belo Horizonte
    - Brasília
    - Curitiba
    - Florianópolis
    - Porto Alegre
    - Rio de Janeiro
    - Salvador
    - São Paulo

  - NAP do Brasil - Terremark - São Paulo
- Chile
  - NAP.cl
- Paraguay
  - IX.PY
- Peru
  - NAP.pe

## Africa
- Africa de Sud
  - Cape Town Internet Exchange (CINX), Cape Town
  - Johannesburg Internet Exchange (JINX), Johannesburg, Site oficial
  - The Hub Project, Cape Town
  - Grahamstown Internet Exchange (GINX), Grahamstown, Site oficial Arhivat în 16 februarie 2006, la Wayback Machine.
- Angola
  - Angola Internet Exchange, (ANG-IX) Site oficial
- Botswana
  - Botswana Internet Exchange (BINX)
- Egipt
  - Cairo Internet Exchange (CR-IX)
  - Middle East Internet Exchange (MEIX)
- Ghana
  - Ghana Internet Exchange (GIX)
- Kenya
  - Kenya Internet Exchange
- Mozambic
  - Mozambique Internet Exchange (MOZ-IX) Site oficial Arhivat în 4 februarie 2016, la Wayback Machine.
- Nigeria
  - Internet Exchange Point of Nigeria (IXPN), Lagos Site oficial
  - Ibadan Internet Exchange (IBIX), Ibadan Site oficial Arhivat în 28 noiembrie 2005, la Wayback Machine.
- Tanzania
  - Tanzania Internet eXchange (TIX), Dar es Salaam, Site oficial
- Uganda
  - Uganda Internet Exchange Point (UiXP) Site oficial
- Zimbabwe
  - Zimbabwe Internet Exchange (ZINX) Site oficial Arhivat în 28 decembrie 2005, la Wayback Machine.

## Asia
- Bangladesh
  - Bangladesh Internet Exchange, (BDIX), Dacca, Site oficial
- China
  - Shanghai City Exchange, Shanghai
  - Shanghai Internet Exchange Center, Shanghai
  - TerraMark
- Coreea
  - DACOM IX
  - KINX
  - Korean Internet Exchange (KIX)
- Filipine
  - Manila Internet Exchange, Manila
  - Philippine Internet Exchange (PhIX)
  - Philippine Common Routing Exchange (PHNET CORE)
  - Vitro Internet Exchange (VIX), Pasig City
- Hong Kong
  - Hong Kong Internet Exchange, (HKIX), Site oficial
- Indonezia
  - National Inter Connection Exchange (NICE)
  - Indonesia Internet Exchange (IIX)
  - Biznet Internet Exchange (BIX), Jakarta site Arhivat în 11 noiembrie 2020, la Wayback Machine.
  - Napsindo International Internet Exchange (NAIIX)
- India
  - India Internet Exchange (IN-IX)
- Japonia
  - Japan Network Access Point (JPNAP)
  - JPNAP Osaka
  - JPNAP6
  - JPIX
  - DIX-IE (NSPIXP2)
  - NSPIXP-6
- Malaezia
  - Asia Internet Exchange Network Access Point Malaysia (ARIX)
  - Kuala Lumpur Internet Exchange, Kuala Lumpur
  - Malaysia Internet Exchange (MyIX)
- Nepal
  - Nepal Internet Exchange (npIX), Kathmandu
- Singapore
  - Singapore Open eXchange (SOX) Site oficial
- Taiwan
  - Taiwan Network Access Point (TWNAP)
  - TWIX
- Thailanda [1]
  - CAT Telecom National Internet Exchange by CAT (CAT-NIX)
  - TOT National Internet Exchange by TOT (TOT-NIX)
  - True Internet Gateway National Internet Exchange (TIG-NIX)
  - Advance Datanetwork Communication National Internet Exchange (ADC-NIX)
  - CS Loxinfo National Internet Exchange (CSL-NIX)
  - TT&T Global Network National Internet Exchange (TTGN-NIX)
  - NECTEC IIR Public Internet Exchange (NECTEC-PIE, doar in scopuri de cercetare)
- Uzbekistan
  - Tashkent Internet Exchange, (TAS-IX) Site oficial
- Vietnam
  - FPT
  - HANOITELECOM
  - SAIGONPOSTEL
  - VietNam Internet eXchange(VNIX)
  - VNPT
  - VP TELECOM
  - VIETTEL

## Europa
Cele mai multe Internet Exchange-uri din Europa sunt afiliate la Asociația Europeană a Internet Exchange-urilor, Euro-IX
- Austria
  - Vienna Internet Exchange (VIX), Viena
- Belgia
  - Belgian National Internet Exchange (BNIX), Bruxelles
  - Free Belgian Internet Exchange (FreeBIX), Bruxelles
- Bulgaria
  - SIX
  - Varna Internet Exchange
- Cehia
  - Neutral Internet Exchange of the Czech Republic (NIX.CZ), Praga
- Cipru
  - Cyprus Internet Exchange (CyIX)
- Croația
  - Croatian Internet Exchange (CIX)
- Danemarca
- Elveția
  - CERN Internet Exchange Point (CIXP), Geneva
  - Swiss Internet Exchange (SWISSIX), Zürich
  - Telehouse Internet Exchange (TIX), Zürich
  - Danish Internet Exchange Point (DIX), Kongens Lyngby
- Estonia
  - Tallinn Internet Exchange (TIX), Tallinn
  - Tallinn Internet Exchange (2) (TLLIX), Tallinn
- Finlanda
  - Finnish Communication and Internet Exchange (FICIX), Helsinki, Espoo, Oulu
  - Tampere Region Exchange (TREX), Tampere
- Franța
  - Zona metropolitană Paris
    - France Internet Exchange (France-IX), Paris, website
    - French National Internet Exchange IPv6 (FNIX6), Paris
    - Metropolitan Area Ethernet (MAE), Paris
    - Mix Internet Exchange and Transit (MIXT), Paris
    - Paris Internet Exchange (PARIX), Paris
    - Paris Operators for Universal Internet Exchange (POUIX), Paris
    - Service for French Internet Exchange (SFINX), Paris
    - Free Internet Exchange (FreeIX), Paris
    - Paris NAP (PaNAP), Paris

  - În afara Parisului
    - EuroGIX, Alsacia
    - Grenoble Network Initiative (GNI), Grenoble
    - Lyon Internet Exchange (Lyonix), Lyon
    - Marseille Internet eXchange (MAIX), Marsilia
    - PhibIX, Saint-Etienne
- Germania
  - Berlin Commercial Internet Exchange (BCIX), Berlin
  - German Internet Exchange (DE-CIX), Frankfurt
  - European Commercial Internet Exchange (ECIX), Berlin / Düsseldorf
  - Frankfurt Internet Exchange (F-IX), Frankfurt
  - Frankfurt Network Access Point (fraNAP), Frankfurt
  - INXS Hamburg (INXS HBG), Hamburg
  - WorkIX Hamburg (WORKIX), Hamburg
  - INXS Munich (INXS MUC), München
  - Kleyer Rebstöcker InternetExchange (KleyReX), Frankfurt
  - MAE Frankfurt, Frankfurt
  - Metropolitan Area Network Darmstadt (MANDA), Darmstadt
  - Munich Commercial Internet Exchange (M-CIX), München
  - Nürnberger Internet Exchange (N-IX), Nürnberg
- Grecia
  - Athens Internet Exchange (AIX), Atena
- Irlanda
  - Internet Neutral Exchange (INEX), Dublin
- Islanda
  - Reykjavík Internet Exchange (RIX), Reykjavík
- Italia
  - Milan Internet Exchange (MIX), Milano
  - Nautilus Mediterranean Exchange Point (NaMeX), Roma
  - Torino Piemonte Exchange Point (TOPIX), Turin
  - Tuscany Internet Exchange (TIX), Florența
- Kazahstan
  - Kazakhstan Internet Exchange (Kaz-IX), Alma-Ata
  - [nefuncțională]
- Letonia
  - Latvian Internet Exchange (LIX), Riga
  - Riga Internet Exchange (RIX), Riga
- Luxemburg
  - Luxembourg Internet Exchange (LIX), Luxemburg
- Malta
  - Malta Internet Exchange (MIX Malta), Msida
- Moldova
  - Moldavian Internet Exchange (MD-IX), Chișinau
- Norvegia
  - Norwegian Internet Exchange (NIX), Oslo
- Olanda
  - Amsterdam Internet Exchange (AMS-IX), Amsterdam[2]
  - Neutral Internet Exchange (NL-ix), Amsterdam and other locations[2]
  - Nederlands-Duitse Internet Exchange (NDIX), Enschede[2]
  - Groningen Internet Exchange (GN-IX), Groningen[2]
  - Friese Internet Exchange (FR-IX), Leeuwarden[2]
  - XchangePoint Amsterdam IPP, Amsterdam[2]
  - Den Haag Internet Exchange, Haga[2]
  - Rotterdam Internet eXchange (R-iX), Rotterdam[2]
- Polonia
  - Polish Internet Exchange (PL-IX), Varșovia
  - Warsaw Internet Exchange (WIX), Varșovia
- Portugalia
  - GIGAbit Portuguese Internet Exchange (GIGAPIX), Lisabona Site oficial
- Regatul Unit
  - London Internet Exchange (LINX) site, Londra
  - London Internet Providers Exchange (LIPEX) site Arhivat în 12 iunie 2008, la Wayback Machine., Londra
  - London Network Access Point (LONAP) site, Londra
  - Manchester Network Access Point (MaNAP) site, Manchester
  - Manchester Commercial Internet Exchange (MCIX) site Arhivat în 14 decembrie 2008, la Wayback Machine., Manchester
  - Meridian Gate Internet Exchange (MERIEX), Londra
  - Packet Exchange, Londra Site oficial
  - Redbus Internet Exchange (RBIEX), Londra
  - xChangepoint, Londra (înglobat de Packet Exchange)
- România
  - Balcan-IX (Balcan-IX), București-NxDATA2, București-Dacia, București-Piscului, Constanța, Bacău, Iași, Galați, Cluj-Napoca, Oradea, Timișoara, Site oficial[nefuncțională]

  - Romanian Network for Internet Exchange (RoNIX), București, Site oficial
  - InterLAN Internet Exchange (InterLAN), București, Cluj-Napoca, Constanța, Timișoara, Site oficial
  - Tomis Internet eXchange (TomIX), Constanța, Site oficial Arhivat în 3 ianuarie 2014, la Wayback Machine.
- Rusia
  - Chelyabinsk Peering Point Ural, Celiabinsk[3][4]
  - Moscow Internet Exchange (MSK-IX), Moscova
  - NSK-IX, Novosibirsk
  - Samara Internet Exchange (Samara-IX), Samara
  - North-West Internet Exchange Arhivat în 28 septembrie 2007, la Wayback Machine. (NW-IX), Sankt Petersburg
  - Saint Petersburg Internet Exchange (SPB-IX), Sankt Petersburg
  - Ural IX, Ekaterinburg
- Slovacia
  - Slovak Internet Exchange (SIX), Bratislava
- Slovenia
  - Slovenian Internet Exchange (SIX), Liubliana Site oficial Arhivat în 7 decembrie 2008, la Wayback Machine.
- Spania
  - Catalunya Neutral Internet Exchange (CATNIX), Barcelona
  - Nap de las Americas (TERREMARK), Madrid
  - España Internet Exchange (ESPANIX), Madrid
  - Galicia Neutral Internet Exchange (GALNIX), Santiago de Compostela
  - Punto Neutro Vasco (EuskoNIX), Donostia
- Suedia
  - Netnod Internet Exchange i Sverige (Netnod), Stockholm, Göteborg, Malmö, Sundsvall, Luleå
  - GIX, Göteborg
  - SOL-IX, Stockholm
  - STHIX, Stockholm
  - NorrNod, Umeå
- Turcia
  - Turkish Information Exchange (TURNET)
- Ucraina
  - Ukrainian Internet Exchange Network (UA-IX) site, Kiev
  - Leontovicha 9 IX (L9-IX) [AS34189, http://www.robtex.com/as/as34189.html], Kiev
  - Donetsk Internet Exchange Point (EUNIC-IX) site Arhivat în 18 ianuarie 2009, la Wayback Machine., Donețk
  - Kharkov Internet Exchange (KH-IX) site Arhivat în 18 decembrie 2008, la Wayback Machine., Harkov
  - Kherson Internet Exchange (IX.ks.ua) site, Kerson
  - Odessa Internet Exchange (OD-IX) site, Odessa
  - Odessa, ODeX Ltd (ODeX) site Arhivat în 19 decembrie 2008, la Wayback Machine., Odessa
  - Zaporozhye Internet Exchange (ZPIX) [AS30777, http://www.robtex.com/as/as30777.html], Zaporozîie
- Ungaria
  - Budapest Internet Exchange (BIX), Budapesta

## Oceania
- Australia
  - Equinix, Sydney, Melbourne, Brisbane
  - PIPE Networks, Brisbane, Sydney, Melbourne, Adelaide, Hobart, Canberra
  - AUSIX, Melbourne
  - Lismore Internet Exchange (LIX), Lismore
  - Melbourne NAPette, Melbourne
  - Victorian Internet Exchange (VIX), Victoria
  - Western Australian Internet Exchange (WAIX), Perth
- Noua Zeelandă
  - Wellington Internet Exchange (WIX), Wellington
  - Neutral New Zealand Internet Exchange (NZIX)
  - Auckland Peering Exchange (APE), Auckland

## Orientul Mijlociu
- Egipt
  - Cairo Internet Exchange (CAIX)
  - Middle East Internet Exchange (MEIX)
- Emiratele Arabe Unite
  - EMIX (Emirates Internet exchange) [5][6][7][8]
- Israel
  - Israeli Internet Exchange (IIX) site